# Katja Moesgaard
Katja Moesgaard (født 14. juli 1967) er en dansk erhvervsleder og tidligere landsholdsspiller og -anfører på det kvindelige ishockeylandshold.

## Erhvervskarriere
Efter endt kandidatuddannelse i erhvervsjura på det daværende Handelshøjskolen i København i 1992 blev Katja Moesgaard marketing manager for Nike Danmark for at opbygge en selvstændig marketingafdeling i Danmark. Her stod hun f.eks. bag mødet mellem Anja Andersen og Michael Jordan i Chicago i 1995 og fik samtidig indgået en aftale med TV 2 om at producere et program om mødet.[kilde mangler]
I 1998 blev Moesgaard ansat som direktør til at etablere virksomheden Sponsor Strategi i Danmark, der havde som mål at rådgive erhvervslivet om sponsorater. De følgende to år blev der opbygget en stærk kundeportefølje (Codan, Carlsberg, Yahoo, Fujitsu Siemens, Mercedes m.fl.) og virksomheden var sund og rentabel. Sponsor Strategi blev dog nedlagt i januar 2001, da hovedejeren bag virksomheden gik konkurs.[kilde mangler]
Katja Moesgaard stiftede MEC Sponsorship (senere MEC Access og nu Wavemaker) med fokus på oplevelsesmarkedsføring, partnerskaber, konceptudvikling, aktiviteter og effektmåling inden for sponsor- og eventmarkedsføring. Hos MEC havde hun fra 2000 til 2011 en række ledende roller og var blandt andet med til at etablere virksomheden på nordisk niveau og stod i spidsen for, at MEC Access sammen med Copenhagen Business School udviklede en model til måling af en oplevelses brandeffekt.
I 2011 blev Katja Moesgaard hentet ind som administrerende direktør for det nyoprettede DBU A/S under Dansk Boldspil-Union, som skulle styrke og udvikle unionen kommercielt.
Katja Moesgaard forlod DBU i slutningen af 2017 for i februar 2018 at overtage rollen som COO eller operationel og kommerciel direktør hos Parken Sport & Entertainment, herunder F.C. København. Hos Parken Sport & Entertainment var hendes ansvarsområde at varetage kommercielle forhold og forretningsmæssig udvikling af F.C. København og øvrige aktiviteter i Telia Parken. Katja Moesgaard stoppede hos Parken Sport & Entertainment den 30. april 2020. Bestyrelsen begrundede beslutningen med ønsket om en anden profil til posten.

## Uddannelse
- 1995 IAA, International Advertising Association, Diplomuddannelse
- 1992 Cand. Merc. Jur., Copenhagen Business School (CBS), 1992 (Handelshøjskolen)
- 1986 Matematisk biologisk student, Ordrup Gymnasium

## Tillidshverv
- Bestyrelsesformand i Kommunikationsbureauet Kasters A/S (2012 - 2015 )
- Bestyrelsesformand North (E-sport Counter Strike hold) (2018 - 2020)
- Bestyrelsesmedlem Superligaen A/S (2018 - 2020)

## Sportslig karriere
I periode 1987 til 1996 spillede Katja Moesgaard 81 kampe på det kvindelige ishockeylandshold, heraf mange som anfører. I 1991 var Moesgaard og resten af landsholdet med til at vinde bronze ved europamesterskaberne, hvilket stadig er dansk kvindeishockeys bedste resultat. Med på bronzeholdet var desuden den senere sportsvært og journalist Line Baun Danielsen. Det gjorde samtidig at man kvalificerede sig til VM i 1992. Her blev det til nederlag til både Sverige, Kina og Canada, men man sikrede 7. pladsen med en 4-3 sejr over Schweiz og dermed undgik Katja Moesgaard og resten af holdet sidstepladsen i turneringen. På klubniveau spillede hun flere sæsoner for HIKs ishockeyhold, for hvem hun vandt fem mesterskaber i træk i starten af halvfemserne.